# Epidendrum tolimense
Epidendrum tolimense är en orkidéart som beskrevs av John Lindley. Epidendrum tolimense ingår i släktet Epidendrum och familjen orkidéer. Inga underarter finns listade i Catalogue of Life.